# قمة (تشريح)
في مفصليات الأرجل وتشريح الفقاريات، القِمَّة أو القمّة القحفيَّة هي السطح العُلويّ للرَّأس.
تتألَّف القمَّة عند البشر من أربعة عظام من الجمجمة؛ عظمة جبهيَّة وعظمتان جداريتان والعظمة القذاليَّة. وترتبط هذه العظام ببعضها عن طريق الدرز الإكليلي بين العظمة الجبهية والعظمتين الجداريتين، والدرز السهمي بين الجبهيتين والقذاليَّة. ويشير المصطلح صلع قِمِّيّ إلى شكل من الصلع ذكوريّ النمط حي ثينحصر الصلع في منطقة القمة بشكل تحليق الشعر. وبالنسبة للولادة فتشير قمة الولادة إلى أول جزء يخرج من الطفل عادةً بعكس خروج المؤخرة الأول قليل الحدوث في المجيء المقعدي.
في علم الحشرات، يشيع استعمال لون وشكل قمة الحشرة والبِنى البارزة منها لاستعراف نوعها.